# Claude Fournier
Claude Fournier "l'americano" (Auzon, 23 dicembre 1745 – Parigi, 27 luglio 1825) è una personalità legata alla Rivoluzione francese.

## Biografia
Nacque a Auzon, nell'Alta Loira, figlio di un povero tessitore; a 17 anni si spostò in America in cerca di fortuna. A Santo Domingo cominciò la produzione di tafia (una qualità inferiore di rum), dove in seguito perse tutto in un incendio.

### Rivoluzione francese
Tornato in Francia, entrò a far parte della rivoluzione, distinguendosi per l'organizzazione di una forza armata popolare, dove venne coinvolto in tutte le principali insurrezioni nella capitale, tra cui: la Presa della Bastiglia, la rivolta delle donne a Versailles, il massacro del Campo di Marte e l'assalto al Palazzo delle Tuileries.
Era in cattivi rapporti con la maggior parte dei politici (in particolare con Jean-Paul Marat) e trascorse molto tempo in carcere; tutti i governi lo ricordano come un agitatore dedito all'insurrezione. Arrestato per la prima volta per cercare di forzare un ingresso nel Club dei Cordiglieri, da cui era stato espulso, venne rilasciato, ma in seguito scontò un altro periodo di detenzione dal 12 dicembre 1793 al 21 settembre 1794 e di nuovo dal 9 marzo al 26 Ottobre 1795.

### Consolato, Impero, Restaurazione
Dopo l'Attentato della Rue Saint-Nicaise sul Primo Console Napoleone Bonaparte, venne deportato nella Guyana francese, dopodiché tornò in Francia nel 1809. Nel 1811, mentre era sotto sorveglianza ad Auxerre, venne accusato di aver provocato una rivolta contro le imposte indirette e fu imprigionato nel Castello d'If, dove rimase fino al 1814.
Nella seconda Restaurazione borbonica, Fournier venne confinato per circa nove mesi nella Prigione della Force. Dopo il 1816 passò i suoi ultimi anni a risarcire alcuni debiti a favore dello Stato. Morì in totale solitudine nel 1825.

## Cultura di massa
Claude Fournier è stato interpretato da Georges Trillat nella miniserie televisiva La rivoluzione francese (1989).